# Coppa a uccelli

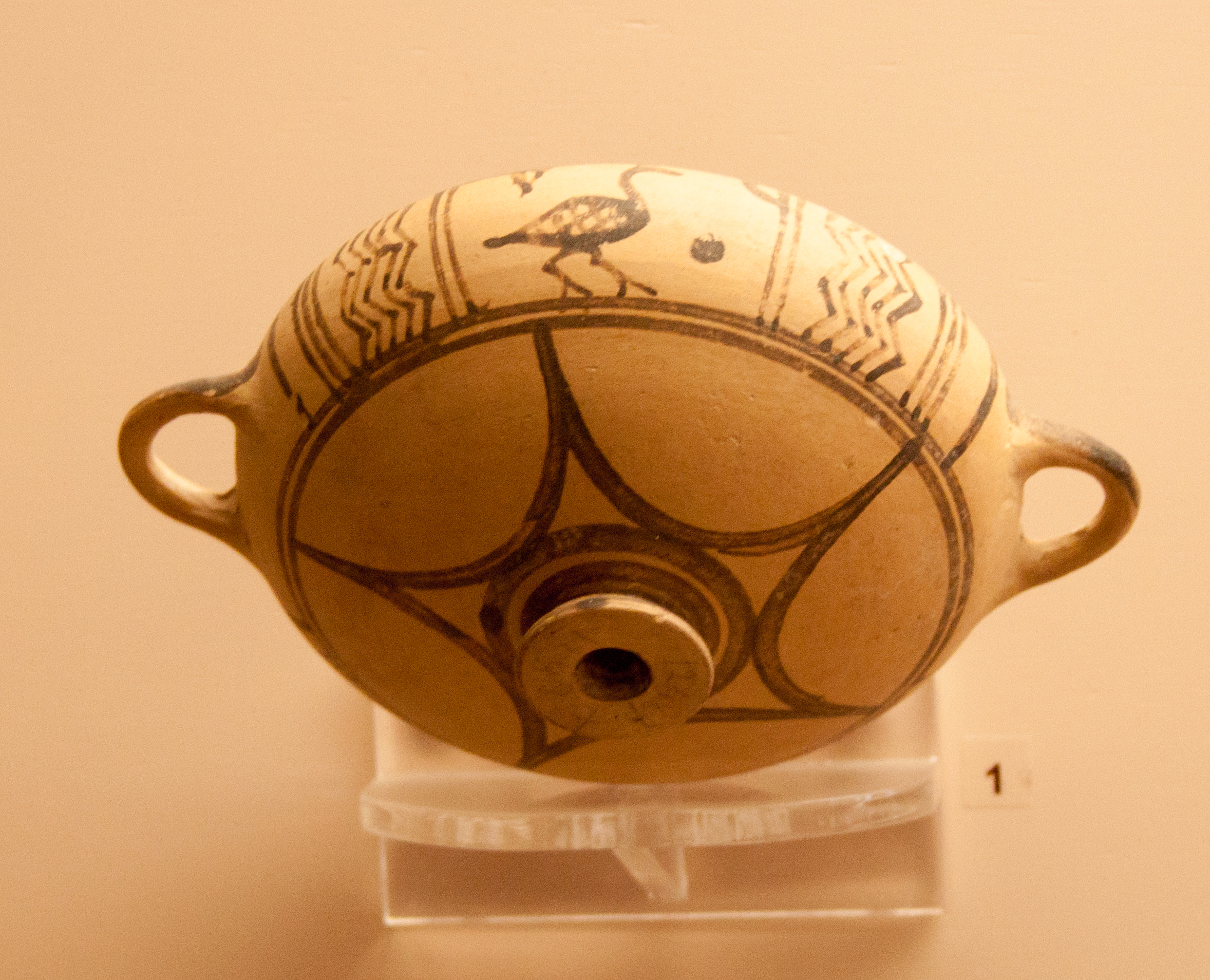
Coppa a uccelli di produzione rodia VII secolo a.C.

La coppa a uccelli è un prodotto della ceramica subgeometrica greco-orientale, che impiega motivi decorativi derivanti dal geometrico tradizionale. Si sviluppa dal kotyle tardo geometrico senza labbro nel primo quarto del VII secolo a.C., semplificandone la decorazione e appiattendo la forma, che presenta solitamente un diametro di 15 cm. L'argilla è fine e generalmente di un marrone chiaro, qualche volta con ingubbiatura biancastra; la pittura è tendente al nero.
La decorazione tipica è composta da tre metope nella fascia all'altezza delle anse, delle quali la centrale contiene la rappresentazione di un uccello, e le laterali figure geometriche romboidali; entrambi i motivi sono riempiti con linee diagonali.

## Cronologia e stili
La cronologia è suddivisa in quattro stadi evolutivi: 700-675 a.C. per il primo stadio, 675-640 a.C. per il secondo, 650-615 a.C. per il terzo e 615-600 a.C. per il quarto. Le coppe a uccelli si trovano in quasi tutti i siti ionici, ma la tipologia standard sembra essersi sviluppata nella Ionia settentrionale. Le esportazioni coprono un'area molto ampia, giungendo fino in Etruria, Malta e Sparta.
La tipologia più antica aveva il piede ad anello, una fascia di punti sotto il campo decorato, e la parte inferiore della ciotola interamente dipinta di nero. Nella tipologia successiva la fascia di punti sparisce e al terzo stadio la parte inferiore della ciotola viene riservata e decorata con raggi a linea di contorno, mentre nella fascia principale piccoli raggi rimpiazzano le figure geometriche a tratteggio. L'evoluzione si applica anche alla composizione, con un progressivo allargamento del pannello centrale. A eccezione di una piccola fascia riservata o un tondo contenente raggi o altri semplici motivi, a partire dal terzo stadio l'interno è ricoperto con pittura nera, movimentata da strisce alternate di bianco e porpora.

## Varianti
Dalle coppe a uccelli dell'ultima fase si sviluppa la tipologia della coppa a rosette (ultimo quarto del VII secolo a.C. - seconda metà del VI secolo a.C.) che presenta la stessa forma ma ampliata. Sotto la fascia principale, con rosette a sette punti, si trovano raggi o bande di pittura nera; qualche volta, probabilmente nella fase più antica, le rosette sono racchiuse in pannelli. L'interno è coperto con pittura nera, fasce di bianco e porpora, e un cerchio riservato al centro. L'analisi dell'argilla ha localizzato il centro produttivo delle coppe a uccelli dell'ultima fase e delle coppe a rosette destinate all'esportazione nel nord della Ionia, nei pressi di Clazomene.
Altre varianti sono le coppe a fiore di loto e le coppe con gli occhi; queste ultime, prodotte all'inizio del VI secolo a.C. sono poco frequenti ma largamente esportate.